# NGC 148
NGC 148 (còn được gọi là PGC 2053) là một thiên hà dạng hạt đậu nằm trong chòm sao Ngọc Phu. Nó cách chúng ta khoảng 40.000 năm ánh sáng.